# Ню Хампшър
Ню Хампшър  (на англ. New Hampshire, на английски се изговаря най-близко до Ню Хемпшър или Ню Хямпшър, среща се и като Ню Хампшир  и Ню Хемпшир) е малък щат в САЩ, чиято столицата е Конкорд. Намира се в северната част на Нова Англия. На запад граничи с Върмонт, на юг с Масачузетс, на север с Квебек и на изток Мейн и Северния Атлантик. Щатът е 46-и по площ от всичките 50 и 41-ви по общ брой на населението. Ню Хампшър е с население от 1 330 608 жители (2015). Мотото на щата е „Живей свободен или умри“ (Live Free or Die).

## Българи в Ню Хампшър
Ню Хампшър е сравнително малък по население щат. Няма точна информация за броя на българите в него, но като цяло е нисък. Най-голямата българска общност наблизо се намира в Бостън, щата Масачузетс.

## Градове
- Берлин
- Доувър
- Кийн
- Клеърмънт
- Конкорд
- Лакония
- Лебанон
- Манчестър
- Нашуа
- Портсмът
- Рочестър
- Франклин

## Градчета
- Вашингтон
- Графтън
- Джаксън
- Ню Ипсуич
- Линкълн
- Литълтън
- Монро
- Питсбърг
- Питсфийлд
- Спрингфийлд
- Старк
- Съри
- Улфбъроу
- Уотървил Вали
- Фармингтън

## Други населени места
- Северен Конуей

## Окръзи
Ню Хампшър се състои от 10 окръга:
1. Белнап
2. Графтън
3. Керъл
4. Кус
5. Меримак
6. Рокингам
7. Страфорд
8. Съливан
9. Хилсбъроу
10. Чешър